# Alejandro Lorenzo Alonso
Alejandro Lorenzo Alonso, familiarmente conocido como Caroca (Chenlo, Porriño, 18 de febrero de 1976), es un político gallego, alcalde de Porriño desde el 23 de diciembre de 2021.
El 28 de mayo de 2023 revalidó la alcaldía consiguiendo unos resultados históricos en Porriño, con un porcentaje de voto del 65,72%

## Trayectoria
Fue alcalde pedáneo de la Entidad Local Menor de Chenlo de 2007 a 2019, cuando se presentó como candidato a la alcaldía de Porriño. Su padre fue también, antes que él, presidente de la ELM de Chenlo.
Desde el año 2007 es concejal de la corporación municipal de Porriño por el Partido Popular de Galicia, cuya agrupación local preside desde marzo del 2017.
Desde julio de 2019 es diputado provincial en la Diputación de Pontevedra por el partido judicial de Tui.
El 23 de diciembre de 2021 fue investido alcalde de Porriño, cargo que revalidó en las elecciones municipales del 28 M de 2023, donde consiguió dieciséis de los veintiún concejales de la corporación local. 7 de cada 10 votantes de Porriño le eligieron alcalde consiguiendo aglutinar el 65, 72% del voto, a una distancia de 51,15% de la segunda fuerza más votada. Unos resultados históricos en el municipio que le sitúan como el alcalde de los ayuntamientos gallegos de más de 20.000 habitantes con mayor respaldo popular.